# Montaigu (Belgique)
Pour les articles homonymes, voir Montaigu.
Montaigu,, (Scherpenheuvel en néerlandais) est une section de la ville belge de Montaigu-Zichem située en Région flamande dans la province du Brabant flamand.
La basilique Notre-Dame de Montaigu est un lieu de pèlerinage marial très fréquenté.